# Amelia Eve
Amelia Eve (Londra, 2 febbraio 1992) è un'attrice britannica.

## Filmografia parziale

### Cinema
- Ill Manors, regia di Ben Drew (2012) - non accreditata
- Shadowland, regia di Simon Kay (2021)
- Dorcha, regia di Tharun Mohan (2021)
- Phea, regia di Rocky Palladino (2022)
- The Blind, regia di Andrew Hyatt (2023)

### Televisione
- Enterprice - serie TV, un episodio (2018)
- The Haunting of Bly Manor  - serie TV, 9 episodi (2020)
- Leopard Skin - serie TV, 8 episodi (2022)

## Doppiatrici italiane
Nelle versioni in italiano delle opere in cui ha recitato, Amelia Eve è stata doppiata da:
Eva Padoan in The Haunting of Bly Manor, Leopard Skin, The Blind